# Ilie Sánchez
Ilie Sánchez Farres (Barcelona, 21 november 1990) is een Spaans voetballer. Hij speelt als middenvelder bij Sporting Kansas City.

## Clubvoetbal
Sánchez begon als clubvoetballer bij FC Martinenc in 1995. Na periodes bij UB Catalonia, PB Collblanca en UE Cornellà kwam hij bij de jeugdopleiding van FC Barcelona. Vanaf 2007 speelde hij in de Juvenil A, het hoogste jeugdelftal van FC Barcelona, waarmee Sánchez verliezend bekerfinalist (2008), regionaal kampioen (2008/2009) en landskampioen (2009) werd. Hij debuteerde op 20 september 2009 voor Barça Atlètic, het tweede elftal van FC Barcelona, in de wedstrijd tegen CF Gavà. In 2012 werd Sánchez aanvoerder van Barça B. In 2014 werd hij gecontracteerd door TSV 1860 München.

## Clubstatistieken
| Seizoen     | Club                 | Competitie                 | Competitie | Competitie | Competitie | Beker | Beker | Beker | Internationaal | Internationaal | Internationaal | Totaal | Totaal | Totaal |
| Seizoen     | Club                 | Competitie                 | Wed.       | Dlp.       | Ass.       | Wed.  | Dlp.  | Ass.  | Wed.           | Dlp.           | Ass.           | Wed.   | Dlp.   | Ass.   |
| ----------- | -------------------- | -------------------------- | ---------- | ---------- | ---------- | ----- | ----- | ----- | -------------- | -------------- | -------------- | ------ | ------ | ------ |
| 2009/10     | Barça Atlètic        | Segunda División B Grupo 3 | 22         | 1          | 0          | —     | —     | —     | —              | —              | —              | 22     | 1      | 0      |
| 2010/11     | Barça Atlètic        | Segunda División A         | 24         | 1          | 0          | —     | —     | —     | —              | —              | —              | 24     | 1      | 0      |
| 2011/12     | Barça Atlètic        | Segunda División A         | 1          | 0          | 0          | —     | —     | —     | —              | —              | —              | 1      | 0      | 0      |
| 2012/13     | Barça Atlètic        | Segunda División A         | 29         | 0          | 2          | —     | —     | —     | —              | —              | —              | 29     | 0      | 2      |
| 2013/14     | Barça Atlètic        | Segunda División A         | 38         | 0          | 2          | —     | —     | —     | —              | —              | —              | 38     | 0      | 2      |
| Club Totaal | Club Totaal          | Club Totaal                | 114        | 2          | 4          | 0     | 0     | 0     | 0              | 0              | 0              | 114    | 2      | 4      |
| 2014/15     | TSV 1860 München     | 2. Bundesliga              | 24         | 1          | 0          | 2     | 0     | 0     | —              | —              | —              | 26     | 1      | 0      |
| Club Totaal | Club Totaal          | Club Totaal                | 24         | 1          | 0          | 2     | 0     | 0     | 0              | 0              | 0              | 26     | 1      | 0      |
| 2015/16     | → Elche CF           | Segunda División A         | 26         | 1          | 1          | 1     | 0     | 0     | —              | —              | —              | 27     | 1      | 1      |
| Club Totaal | Club Totaal          | Club Totaal                | 26         | 1          | 1          | 1     | 0     | 0     | 0              | 0              | 0              | 27     | 1      | 1      |
| 2017        | Sporting Kansas City | Major League Soccer        | 34         | 0          | 1          | 5     | 0     | 0     | —              | —              | —              | 39     | 0      | 1      |
| 2018        | Sporting Kansas City | Major League Soccer        | 38         | 5          | 3          | 3     | 0     | 0     | —              | —              | —              | 41     | 5      | 3      |
| 2019        | Sporting Kansas City | Major League Soccer        | 32         | 2          | 4          | 1     | 0     | 0     | 6              | 2              | 0              | 39     | 4      | 4      |
| 2020        | Sporting Kansas City | Major League Soccer        | 19         | 1          | 1          | 0     | 0     | 0     | —              | —              | —              | 19     | 1      | 1      |
| 2021        | Sporting Kansas City | Major League Soccer        | 32         | 1          | 0          | 0     | 0     | 0     | 1              | 0              | 0              | 33     | 1      | 0      |
| Club Totaal | Club Totaal          | Club Totaal                | 155        | 9          | 9          | 9     | 0     | 0     | 7              | 2              | 0              | 171    | 11     | 9      |
| 2022        | Los Angeles FC       | Major League Soccer        | 36         | 1          | 0          | 2     | 0     | 0     | 1              | 0              | 0              | 39     | 1      | 0      |
| 2023        | Los Angeles FC       | Major League Soccer        | 6          | 0          | 0          | 0     | 0     | 0     | 4              | 0              | 2              | 10     | 0      | 2      |
| Club Totaal | Club Totaal          | Club Totaal                | 42         | 1          | 0          | 2     | 0     | 0     | 5              | 0              | 2              | 49     | 1      | 2      |
| TOTAAL      | TOTAAL               | TOTAAL                     | 361        | 14         | 14         | 14    | 0     | 0     | 12             | 2              | 2              | 387    | 16     | 16     |